# James M. Gavin

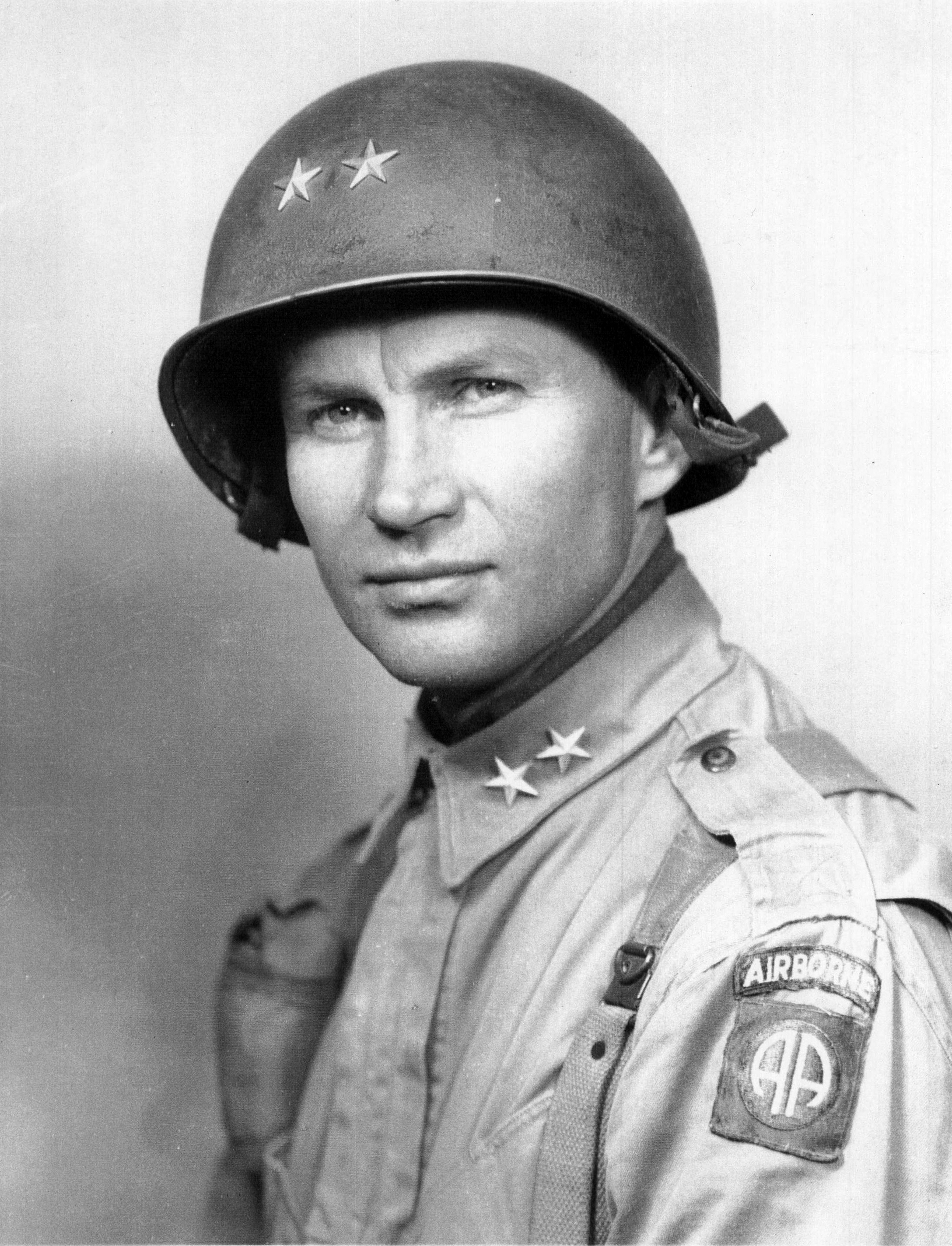
James Gavin im Rang eines Major General (Generalmajor)

James Maurice Gavin, „Jumpin’ Jim“, Geburtsname James Nally Ryan (* 22. März 1907 in Brooklyn, New York City; † 23. Februar 1990 in Baltimore, Maryland), auch „the jumping General“ genannt, war ein US-amerikanischer Lieutenant General (Generalleutnant) und amerikanischer Botschafter in Frankreich. Im Zweiten Weltkrieg führte er unter anderem das 505th Parachute Infantry Regiment und ab August 1944 die 82nd Airborne Division.
Seine Männer, die ihn sehr schätzten, nannten ihn wegen seiner athletischen Figur auch Slim Jim. Anerkennung erntete er auch mit seinem Kampf gegen die Rassentrennung in der US Army.

## Biografie

### Familie und Jugendjahre
Die genaue Herkunft Gavins ist unbekannt. Seine Mutter war wahrscheinlich die aus Irland eingewanderte Katherine Ryan, sein Vater der ebenfalls aus Irland stammende James Nally, jedoch wird in der Geburtsurkunde ein Thomas Ryan als Vater angegeben – vielleicht um die Geburt zu legitimieren. In der Geburtsurkunde wird der Name des Kindes als James Nally Ryan angegeben, jedoch wurde Nally nachträglich gestrichen. Als er ungefähr zwei Jahre alt war, gaben ihn seine Eltern im Waisenhaus Convent of Mercy in Brooklyn ab. Von dort kam er in staatliche Fürsorge, bis er im Februar 1909 adoptiert wurde.
Seine Adoptiveltern, Martin Thomas Gavin, ein Bergarbeiter in einem Kohlebergwerk, und dessen Frau Mary (geb. Terrel), nahmen den Jungen mit in ihre Heimat Mount Carmel, Pennsylvania, wo er seine Kindheit und Jugend verbrachte. Hier erhielt er den Nachnamen Gavin. Er lebte mit seiner Familie in Mietshäusern und zog örtlichen Aufzeichnungen zufolge während seiner Jugend oft im selben Block um. Er beschrieb in seinem letzten Interview seinen Adoptivvater als „freundlichen und großzügigen, […] sanftmütigen Mann“, der „niemals seine Hand gegen mich erhob.“ Über seine Adoptivmutter hingegen sagte er: „Sie war eine starke Trinkerin […] mit einer Neigung zur Gewalt, die mein Leben gefährlich machte.“ Gavin berichtet außerdem, dass sie ihn manchmal mit einer neunschwänzigen Katze schlug, die sie extra zu diesem Zweck angeschafft habe. Er berichtet auch, dass sie ihn, während er nachts schlief, schlug. Erst als er älter wurde, ließen die Misshandlungen nach.
Grant Whary, ein Nachbar der Gavins, nahm ihn oft mit auf die Jagd und erfüllte eine Vorbildfunktion. Whary nahm Gavin außerdem ab und zu mit ins Kino, wo er 1915, als er acht Jahre alt war, einen Stummfilm, vermutlich einen Nachrichtenbeitrag, zum Krieg auf dem Balkan sah. Über seine Eindrücke schrieb er: “I was very impressed with the masses of men that were being moved about and with the fighting itself. It seemed to be more movement than actual combat.” (Deutsch: „Mich beeindruckten die Massen von Männern, die bewegt wurden, und das Kämpfen selbst. Es schien mehr eine Bewegung zu sein als wirklicher Kampf.“) Sobald er lesen konnte, begann er sich für Geschichte zu interessieren. Seine unabhängige, aktive und auch aggressive Art ließ ihn zum Anführer seiner Freunde werden.
Gavin arbeitete schon früh in diversen Jobs, beispielsweise als Barbiergehilfe oder Zeitungsausträger. Beim Konkurrenzkampf mit anderen Zeitungsausträgern lernte er die Vorteile von Überraschungen (bzw. Überraschungsangriffen) kennen, die er später, im Krieg, als Taktik anwandte. Obwohl er seinen Adoptivvater gerne mochte und nicht wusste, welchen Beruf er selbst einmal ausüben wollte, war er sich schon als Jugendlicher darüber im Klaren, dass er nicht – wie sein Vater – in den Kohlebergwerken Pennsylvanias arbeiten wollte.
In der achten Klasse, als er über den Amerikanischen Bürgerkrieg unterrichtet wurde, wurde sein Interesse an Kriegstechnologien geweckt. Er bastelte Kriegsspielzeug und spielte Schlachten nach und las Bücher über den Amerikanischen Bürgerkrieg. Mit 13 Jahren fing er an, wichtige Informationen und Erlebnisse auf kleine Zettel zu schreiben, was er sein Leben lang tat.
Aufgrund der schlechten Verhältnisse in seinem Zuhause und weil seine Adoptiveltern wollten, dass er in den Kohleminen arbeitet, beschloss er 1924, an seinem 17. Geburtstag, um Mitternacht sein Zuhause für immer zu verlassen.

### Ausbildung

#### Eintritt in die Armee
Gavin zog 1924 nach New York. Ende März, begegnete er einem rekrutierenden Sergeant der US Army, doch durfte er erst mit 18 Jahren und einer elterlichen Einwilligung in die Armee eintreten. Er sagte dem Sergeant, da er wisse, dass er nie die Einwilligung seiner Adoptiveltern bekommen werde, dass er ein Waisenjunge sei und über den Zeitpunkt seiner Geburt nichts wisse. Der Sergeant nahm ihn, zusammen mit einigen anderen Jungen in seiner Situation, mit zu einem Anwalt, der sich zu ihrem Vormund erklärte und die Einwilligungen unterzeichnete.

#### Stationierung in Panama
1924 wurde Gavin durch Captain (Hauptmann) Buckner im Whitehall Building vereidigt, und daraufhin nach Panama überstellt. Seine Ausbildung fand nicht in einem Trainingscamp statt, sondern in seiner Einheit, der US Coast Artillery in Fort Sherman. Er wurde der Besatzung eines 155-mm-Geschützes zugeteilt.
In Panama herrschten ungünstige Umstände, denn neben Moskitos, welche die Malaria übertrugen, herrschten hohe Temperaturen. Aus Sicht der Armee jedoch ging viel mehr Gefahr von einheimischen Prostituierten aus: Neun Prozent der Soldaten waren an Geschlechtskrankheiten erkrankt. Doch trotz dieser und noch anderer Gegebenheiten empfand Gavin seinen Aufenthalt als Freude.
Gavin vertrieb sich seine Freizeit mit dem Lesen von Büchern in der Bibliothek, so auch mit Great Captains, das Biographien berühmter Feldherren, so z. B. auch Hannibal, enthält.
Der First Sergeant Williams erkannte Gavins intellektuelle Fähigkeiten und machte ihn zu seinem Assistenten. Gavin bestand den Test zum Corporal innerhalb von sechs Monaten. Später notierte er zu seiner Beförderung: “rather young for a soldier in those days” (deutsch: „damals ziemlich jung für einen Soldaten“).
Auf den Rat seines First Sergeants bewarb er sich an einer Armeeschule, deren beste Absolventen die Chance hatten, für die United States Military Academy in West Point zugelassen zu werden. Gavins erster Tag an der Schule war der 1. September 1924, ihm blieben nur zwei Wochen, um sich vorzubereiten. Er erfüllte die körperlichen Voraussetzungen und durfte mit einem Dutzend anderen Männern eine Schule in Corozal, Belize, besuchen. Nach einem Monat Unterricht wurde ein Examen geschrieben, das darüber entschied, wer am anschließenden viermonatigen Hauptkurs teilnehmen durfte.
Das Examen war für Gavin nach eigenen Angaben ein Desaster, denn in Mathematik bekam er eine sehr schlechte Note, was daran lag, dass er in Algebra nicht das gelernt hatte, was für die Prüfung vorausgesetzt wurde. Dennoch durfte er am Hauptkurs teilnehmen. Wie oft in seinem Leben fand er einen Mentor, der ihn unterstützte: Lieutenant Percy Black.
Der Unterricht bei Black begann um 8 Uhr morgens und dauerte vier Stunden. Es wurden jeweils einstündig Algebra, Geometrie, Englisch und Geschichte gelehrt. Zu jedem Fach gab es bis zum Folgetag ca. 40 Seiten als Hausaufgabe zu lesen, was für Gavin zunächst eine Schwierigkeit darstellte. Während der letzten zwei Monate wurden alte Aufnahmeprüfungen von West Point behandelt.
Bei der Abschlussprüfung am 1. März 1925 hatte Gavin mehr Glück. Er hatte zwar Schwierigkeiten, dieses Mal mit dem Zusammenfassen eines Werkes von William Shakespeare, bestand jedoch mit Hilfe Blacks die Prüfung und wurde für West Point zugelassen.

#### West Point

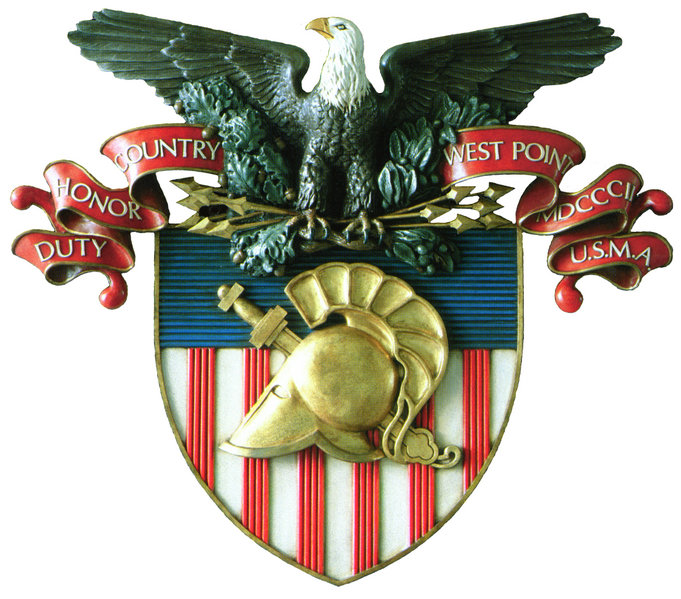
Wappen der Militärakademie West Point

Gavin kam im Sommer 1925 an der United States Military Academy in West Point, New York, an. Nach der Vereidigung musste Gavin Formulare über sein Alter und seine Militärlaufbahn ausfüllen, bei denen er für sein Alter 21 (statt 18) angab, um zu verheimlichen, dass er zum Zeitpunkt seines Eintritts in die Armee nicht alt genug war.
Lucius D. Clay, Abschlussjahrgang 1918, der zur Zeit Gavins’ Lehrer an der Akademie war, sagte über die dortigen Lernanforderungen: “You didn’t have to study to do quite well, if you had a reasonable background.” (Deutsch: „Du brauchtest nicht zu viel zu lernen, um ganz gut abzuschneiden, wenn du halbwegs Allgemeinbildung hattest.“) Da Gavin ebendiese Allgemeinbildung nicht hatte, fiel ihm das erste Semester in West Point schwer. 1925 bestand er den Eignungstest.
In West Point begann er mit dem Boxen, wodurch er an der Akademie bekannt wurde. Außerdem erlernte er Reiten. Er wurde im Sommer 1928 zum First Sergeant befördert.
In diesem Sommer traf Gavin bei einer Tanzveranstaltung in West Point auf Irma Baulsir, eine Frau aus dem oberen Mittelstand.
Er graduierte im Juni 1929 und wurde ausgewählt, seine Kompanie bei einem Reitwettkampf zu repräsentieren, wobei er gut abschnitt. In der 1929er Edition des Jahrbuchs von West Point, des so genannten „Howitzer“, wurde er als Boxer und Kadett, der im Vorhinein schon Soldat war, aufgeführt. Nach seiner Graduierung und der damit verbundenen Beförderung zum Second Lieutenant (Leutnant) heiratete Gavin 1929 Irma Baulsir. Zehn Jahre später kehrte er nach West Point zurück, um dort Taktik zu lehren.

#### In der Infanterie
Gavin ging nach seiner Graduierung an der Militärakademie zur Infanterie. Die Kavallerie war damals hauptsächlich für die Söhne aus reichen Familien, die Artillerie sowie das US Army Corps of Engineers für gute Mathematiker bestimmt.
Gavin sagte später über seine Entscheidung, zur Infanterie zu gehen:

“I went forth to seek the challenge, to move towards the sounds of guns, to go where the danger was greatest, for there is where the issues would be resolved and the decisions were made”

„Ich begab mich, die Herausforderung suchend, zum Klang der Gewehre, dorthin, wo die Gefahr am größten war, weil dort Probleme gelöst und Entscheidungen getroffen wurden.“

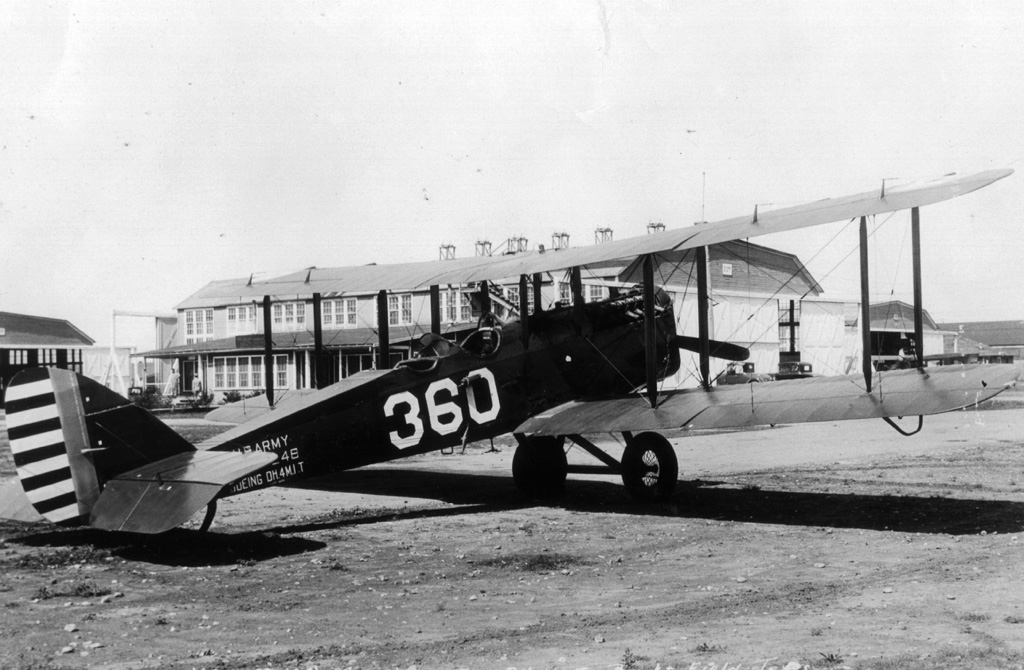
Zweidecker in der Flugschule in Brooks Field, 1929

In der Folgezeit reiste Gavin zu berühmten Schlachtfeldern des Amerikanischen Bürgerkrieges. Als er West Point verließ, war der Einsatz von Flugzeugen in der Kriegführung revolutionär. Er, der sein ganzes Leben lang Innovationen und Neuerungen ausprobieren und kennenlernen wollte, dachte sich, dass man in einem neuen Arbeitsfeld zum Pionier seiner Zeit werden und somit bekannt werden könne. Gavin hatte außerdem aus seinen Studien früherer Schlachten gelernt, dass Innovationen oft entscheidend für den Ausgang einer Schlacht, teilweise sogar entscheidend für den Ausgang eines Krieges waren, was sein Interesse an neuen Ideen weiter anfachte.
Gavin bewarb sich daraufhin an einer Flugschule in Brooks Field, Texas, an der er auch angenommen wurde. Er beschrieb seine Zeit auf der Flugschule wie folgt: „Ich liebte es zu fliegen. […] Es machte viel Spaß, die offenen Zweidecker zu fliegen […]“ Gavin genügte den geforderten Maßstäben jedoch nicht und wurde von der Schule entlassen, woraufhin er hoffte, einen Posten weit entfernt von Texas zu bekommen.

#### Stationierung in diversen Camps
Gavin wurde im Camp Harry J. Jones, das in der Nähe von Douglas, in Arizona und nahe der mexikanischen Grenze lag, aufgenommen. In diesem Camp war die „all-black“ 25. US-Infanteriedivision, eine Division, die hauptsächlich aus farbigen Amerikanern bestand, stationiert. Gavin erreichte das Camp an Weihnachten 1929.
In dem Camp war er der rangniedrigste der 18 Offiziere. Die Moral der Division war schlecht. Gavin war ebenso wie der Rest der Männer frustriert, denn es gab im Camp wenig Beschäftigung. Die Angehörigen der Division hatten nichts anderes zu tun als zu trainieren. Es war billiger Basketballspiele oder ähnliches zu organisieren als Trainingsmärsche mit Ausrüstung und Munition zu veranstalten; die US Army hatte zu dieser Zeit nicht viel Verwendung für ihre Soldaten. Er verbrachte etwa drei Jahre im Camp und hatte während dieser Zeit mindestens eine Affäre.
Danach ging Gavin an die Infanterieschule in Fort Benning. Hier fand er die Armee, die er suchte: Eine Armee, die aktiv nach neuen Innovationen und Möglichkeiten suchte. Colonel (Oberst) George Catlett Marshall war zu jener Zeit der Leiter der akademischen Abteilung der Schule. Er brachte Joseph Stilwell als Leiter der Taktikabteilung an die Schule.
Marshall und Stilwell lehrten unter anderem – entgegen den Lehrmethoden anderer Schulen – auf lange schriftliche Befehle zu verzichten und lieber eine grobe Richtung vorzugeben und den Rest von den Kommandanten auf dem Schlachtfeld regeln zu lassen. Diese Lehrmethode wurde als „Benning Revolution“ bekannt. Stilwells Motto auf dem Schlachtfeld war daher auch: “Move, Shoot, Communicate.” (Deutsch: „Bewegen, schießen, kommunizieren.“) So war er auch ein Gegner komplizierter Manöver und Pläne, was auch auf seinen Unterricht abfärbte. Er kümmerte sich nicht darum, ob seine Schüler einen perfekten Aufsatz abgaben, sondern vielmehr, wie sie in Problemsituationen agierten, beispielsweise wenn sie in eine Falle gerieten. Gavin seinerseits blühte unter diesen Bedingungen in seiner Rolle auf.
Gavin sagte über Stilwell und seine Lehrmethoden:

“He was a superb officer in that position, hard and tough worker, and he demanded much, always insisting that anything you ask the troops to do, you must be able to do yourself.”

„Er war ein großartiger Offizier in der Position [Leiter der Taktikabteilung], [ein] harter und standhafter Arbeiter, und er verlangte viel, immer darauf beharrend, dass sich das, was du den Truppen aufgibst, auch im Rahmen deiner eigenen Fähigkeiten befindet.“

In Fort Benning achtete Gavin zum ersten Mal genauer auf seinen eigenen Stil. So achtete er auf gute Körperliche Leistungsfähigkeit und auf Kleidung, was später zu seinen Spitznamen „Gentleman Jim“ und „Slim Jim“ führte.
Ihm machte die Zeit in Benning Spaß, zwei Dinge jedoch störten ihn: zum einen die Situation in der Armee, zum anderen seine Ehe mit Irma Baulsir. Irma war zusammen mit Gavin nach Fort Benning gefahren und lebte in einem Nachbarort. Sie fühlte sich dort jedoch nicht besonders wohl und ließ ihn dies auch wissen. Am 23. Dezember 1932 fuhren beide zu Baulsirs Eltern nach Washington, D.C., um dort Weihnachten zu feiern. Nach ihrem Weihnachtsaufenthalt in Washington beschloss Irma, dass es ihr dort besser gefiel als in Fort Benning, woraufhin sie bei ihren Eltern blieb. Im Februar 1933 wurde Irma schwanger.
1933 war die Zeit in Fort Benning für Gavin, der mittlerweile 26 Jahre alt war, vorbei. Er suchte nach einem Kommandeurposten, da er keine Lust hatte, für die folgenden Jahrzehnte als Ausbilder für neue Rekruten zu arbeiten. Seine Bewerbung beim 28. und 29. Infanterieregiment in Fort Sill, in Oklahoma, das von General Lesley J. McNair geleitet wurde, hatte Erfolg. Im selben Zeitraum wurde auch der damalige Lieutenant Maxwell D. Taylor aufgenommen.
Fort Sill hatte im Vergleich mit Fort Benning für Gavin einen Unterschied: Er las hier viel in der „ausgezeichneten Bibliothek“ des Forts, wie er sie selbst bezeichnete. Während der Großteil der Soldaten die Zeit mit Schießen, Polospielen und Partys verbrachte, hielt sich Gavin in der Bibliothek auf. Er notierte für ihn interessante Teile der gelesenen Bücher in seinem Notizbuch, so zum Beispiel die Reden berühmter Feldherren vor einer Schlacht. Einer der Autoren hatte es ihm besonders angetan: John Frederick Charles Fuller. Er sagte über ihn: “[He] saw clearly the implications of machines, weapons, gasoline, oil, tanks and airplanes. I read with avidity all of his writings.” (Deutsch: „[Er] sah die Implikationen von Maschinen, Waffen, Benzin, Öl, Panzern und Flugzeugen. Ich las alle seiner Schriften mit Begierde.“)
1936 genehmigte die Armee Gavins Gesuch, auf den Philippinen stationiert zu werden. Vor seiner Abreise besuchte Gavin zum letzten Mal seinen Adoptivvater. Seine Adoptivmutter sah er während seines Aufenthalts in Mount Carmel nicht.

#### Versetzung auf die Philippinen und Stationierung in Washington und Fort Ord
Auf den Philippinen stellte er fest, dass die 20.000 dort stationierten Soldaten schlecht ausgerüstet waren. So überliefert das Buch Paratrooper: The Life of Gen. James M. Gavin beispielsweise das Zitat “Our weapons and equipment were no better than those used in the First World War” (deutsch: „Unsere Waffen und Ausrüstung waren nicht besser als die aus dem Ersten Weltkrieg“). Gavin war verblüfft über die seines Erachtens schlechte Vorbereitung der Armee. Auf den Philippinen bekam Gavin gute bis ausgezeichnete Beurteilungen.
Nach anderthalb Jahren kehrte Gavin nach Washington zurück, um dort bei der 3. US-Infanteriedivision in den Vancouver Barracks zu dienen. Dort wurde Gavin zum Captain (Hauptmann) befördert und erhielt sein erstes Truppenkommando als kommandierender Offizier der K-Kompanie des 7. Infanterieregiments. Gavins Beziehung zu Irma wurde immer schlechter; während seiner Zeit bei der 3. Infanteriedivision hatte Gavin sogar zwei Mätressen.
An seinem neuen Posten in Fort Ord, Kalifornien, zog Gavin sich beim Handballspielen eine Netzhautablösung am rechten Auge zu. Gavin befürchtete, dass der Unfall seine Militärkarriere beenden könne, und suchte einen Arzt in Monterey, außerhalb des Forts, auf. Dieser diagnostizierte die Netzhautablösung und empfahl eine 90-tägige Ausruhezeit mit einer Augenklappe über dem Auge und ohne Übungen etc. Gavin jedoch wollte diese Empfehlung nicht akzeptieren und verließ sich auf die Selbstheilung des Auges, die nach mehreren Monaten eintrat.

#### Gavin als Ausbilder
Gavin wurde zurück nach West Point beordert, als Mitglied in der Fakultät der taktischen Abteilung. Er war über die Aufgabe sehr erfreut, da er sich dort durch Lesen und Unterrichten fortbilden konnte. Als die Deutschen in Europa die Blitzkriegtaktik anwandten, um Polen, Frankreich und andere Länder zu erobern, versuchte die Fakultät von West Point die deutsche Taktik zu begreifen und zu erklären. Gavin unterrichtete seine Schüler über die deutsche Taktik, die Ausrüstung, die Waffen und Ähnliches, genauso wie über die verwundbaren Punkte der Deutschen.
Seine Vorgesetzten bezeichneten ihn als „natural instructor“ (deutsch: „geborenen Ausbilder“); seine Kadetten berichteten, dass sie unter ihm am meisten gelernt hätten. Doch Gavin war über eine Sache beunruhigt: Die US-amerikanische Ausrüstung, die Waffen und das Kriegsgerät sowie die Methoden waren bestenfalls Kopien der Deutschen. Gavin notierte sich: “It would not be enough to copy the Germans.” (Deutsch: „Es würde nicht ausreichen, die Deutschen zu kopieren.“)
Zum ersten Mal sprach Gavin auch von dem Einsatz von Luftlandeeinheiten:
“From what we had seen so far, it was clear the most promising area of all was airborne warfare, bringing the parachute troops and the glider troops to the battlefield in masses, especially trained, armed and equiped for that kind of warfare.”
(Deutsch: „Nach dem, was wir gesehen hatten, war klar, dass das am meisten versprechende Gebiet [neuer Innovationen] die Luftlande-Kriegführung war, die die Fallschirmjäger und Gleiter, die für diese Art der Kriegführung besonders gut trainiert, bewaffnet und ausgerüstet waren, in Massen zum Schlachtfeld brachte.“)
Er befasste sich intensiv mit dem deutschen Luftlandeangriff auf Fort Eben-Emael in Belgien, bei dem die äußerst stark befestigte Festung im Morgengrauen aus der Luft von gut ausgebildeten und ausgerüsteten deutschen Fallschirmjägern erobert wurde. Dieses Geschehen und auch Gavins Studium von Stonewall Jacksons Manövertaktiken bewogen ihn dazu, sich im April 1941 für die Luftlandetruppen und das Fallschirmtraining zu bewerben. Gavins Bewerbung traf jedoch auf Widerstand. Als seine Bewerbung für eine Fallschirmjägerausbildung am 20. Februar 1941 in Washington ankam, untersagte man sie ihm. Sogar der Superintendent von West Point schrieb, dass er Gavin nicht für geeignet halte; Gavin musste also einen Offizier mit gleichen Befugnissen für sich gewinnen. Er konnte mit Hilfe seines Freundes William Ryder den Colonel (Oberst) William C. Lee für sich gewinnen und erhielt so die Erlaubnis für das Training.

### Gavin und die Luftlandeidee

#### Erste Schritte
Gavin begann im Juli 1941 mit der Ausbildung an der neuentstandenen Airborne School in Fort Benning, an der er im August 1941 seinen Abschluss machte. Nachdem Gavin das Sprungtraining beendet hatte, diente er in einer Truppe, die nur experimentell war; das Gebiet der Luftlande-Kriegführung befand sich noch in der Anfangsstufe des Aufbaus. Sein erstes Kommando hier hatte er als Befehlshaber der C-Kompanie des grade neu aufgestellten 503. Fallschirmjägerbataillons (503rd Parachute Infantry Bataillon).
Gavins Freunde William Thomas Ryder – der Leiter des Luftlandetrainings – und William Pelham Yarborough – der Chef der Nachrichtenabteilung der Provisional Airborne Group (provisorische Luftlandegruppe) – empfahlen William C. Lee, Gavin für die Weiterentwicklung der Taktik und der Basisregeln in der Gruppe einzusetzen. Lee kam dieser Empfehlung nach und machte Gavin kurze Zeit später zu seinem S-3 (Leiter für Training und Doktrin). Am 16. Oktober 1941 wurde er zum Major befördert.
Eines der ersten Probleme der neuen Idee bestand darin herauszufinden, wie Luftlandetruppen am besten eingesetzt werden konnten. Eine von Gavins ersten Aktionen in seiner neuen Position war das Verfassen von FM 31-30: einem Handbuch mit dem Namen Tactics and Technique of Air-Borne Troops. Er benutzte zwei Quellen. Zum einen bediente sich Gavin an Informationen über die russischen und deutschen Fallschirmjäger und Gleitertruppen. Zum anderen ließ er seine Erfahrungen über Taktik und Kriegführung in das Handbuch einfließen. Sein Buch enthielt neben Angaben zur Taktik auch Informationen, wie die Truppen organisiert sein sollten, was für Operationen sie ausführen könnten und welche Teile (beispielsweise der Überraschungseffekt) für den Sieg notwendig waren. Dieses Handbuch wurde als weitsichtig eingestuft und ihm zugeschrieben. Als er später gefragt wurde, warum seine Karriere so verlaufen ist, wie sie es tat, antwortete er: “Because I wrote the book” (deutsch: „Weil ich das Buch geschrieben habe“).
Im Februar 1942 absolvierte Gavin einen verkürzten Kurs an der Kommando- und Generalstabsschule in Fort Leavenworth, Kansas, was ihn für den Dienst im Stab einer Division qualifizierte. Danach kehrte er zur Provisional Airborne Group zurück und wurde mit dem Aufbau einer Luftlandedivision beauftragt. Im Frühjahr 1942 gingen er und Lee zum Hauptquartier der Landstreitkräfte in Washington, um die Aufstellung der ersten US-amerikanischen Luftlandedivision zu diskutieren. Es wurde beschlossen, dass eine Division aus der Reserve ausgewählt werden sollte, deren Soldaten das Basistraining bereits abgeschlossen hatten. Außerdem sollte die Division neben mindestens einem Flugfeld liegen. Es wurde die 82. US-Infanteriedivision ausgewählt, die in Camp Claiborne im US-Bundesstaat Louisiana stationiert war. Nachdem der Kommandeur Omar Bradley versetzt worden war, rückte Matthew Ridgway auf seinen Posten nach und wurde Kommandeur des Verbandes.
Lesley McNair wollte, dass die Luftlandedivision aus zwei Gleiterregimentern und einem Fallschirmjägerregiment bestehe, was auch der deutschen Struktur entsprach. Gavin und Lee jedoch wollten eine Division, bestehend aus einem Gleiter- und zwei Fallschirmjägerregimentern. McNair hatte jedoch mehr Einfluss und so wurde die 82. US-Luftlandedivision mit zwei Gleiter- und einem Fallschirmjägerregiment aufgestellt.

#### 505. Fallschirmjägerregiment

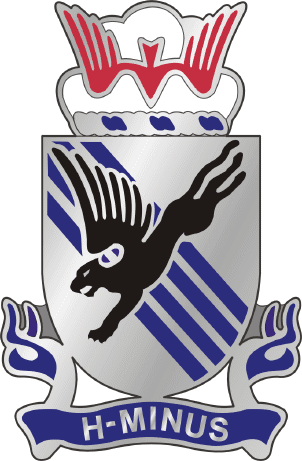
Abzeichen des 505. Fallschirmjägerregiments

Gavin baute in Fort Benning das 505. Fallschirmjägerregiment auf, über das er im August 1942 das Kommando bekam. Kurz darauf wurde er zum Colonel befördert. Das 505. Fallschirmjägerregiment war das erste seiner Art, das von Grund auf aufgebaut wurde. Gavin sah es als den besten Weg um sein Ziel zu erreichen an, seine Truppen realistische Übungskämpfe und lange Märsche bewältigen zu lassen. Er entwickelte die Übungskämpfe alleine und führte die Märsche mit schnellem Schritt an. Er wollte mit „seinem“ Regiment zeigen, was er konnte. So legte er Wert darauf, dass seine Offiziere “the first out of the airplane door and the last in the chow line” (deutsch: „die ersten außerhalb der Flugzeugtür und die letzten in der Verpflegungsschlange [waren]“).
Nach Monaten des Trainings stellte Gavin das Regiment auf die Generalprobe:
“As we neared our time to leave, on the way to war, I had an exercise that required them to leave our barracks area at 7:00 P.M. and march all night to an area near the town of Cottonwood, Alabama, a march about 23 miles. There we maneuvered all day and in effect we seized and held an airhead. We broke up the exercise about 8:00 P.M. and started the troupers back by another route through dense pine forrest, by way of backwoods roads. About 11:00 P.M., we went into bivouac. After about one hour’s sleep, the troopers were awakened to resume the march. […] In 36 hours the regiment had marched well over 50 miles, maneuvered and seized an airhead and defended it from counterattack while carrying full combat loads and living of reserve rations.”
(Deutsch: „Als die Zeit näher kam, dass wir das Lager verlassen mussten um in den Krieg zu ziehen, machte ich eine Übung, die erforderte, dass wir unsere Baracken um 7 Uhr abends verlassen und die ganze Nacht hindurch zu einem Gebiet nahe der Stadt Cottonwood, Alabama, marschieren mussten. Ein Marsch über 23 Meilen. Dort manövrierten wir den gesamten Tag mit der Folge, dass wir einen Landungskopf eroberten und hielten. Wir brachen die Übung gegen 8 Uhr abends ab und starteten den Rückweg mit den Truppen durch dichten Kiefernwald, über kleine Waldwege. Um ca. 11 Uhr abends schlugen wir ein Biwak auf. Nach etwa einer Stunde Schlaf wurden die Truppen aufgeweckt um weiter zu marschieren. […] In 36 Stunden hatte das Regiment mehr als 50 Meilen zurückgelegt, manövriert und einen Landungskopf erobert und gegen einen Gegenangriff gehalten, während sie volle Kampfausrüstung trugen und von Reserverationen lebten.“)
Im Februar 1943 wurde die 82. US-Luftlandedivision – bestehend aus zwei Gleiterregimentern und dem 505. Fallschirmjägerregiment – ausgewählt, um an der alliierten Invasion Siziliens teilzunehmen. Die Teilnahme der Luftlandedivision kam überraschend. Die meisten Männer dachten, die 101. US-Luftlandedivision würde vorgezogen werden, da diese vom „Vater“ der Idee, William Lee, angeführt wurde. Ein großes Problem war, dass nicht genug Gleiter zur Verfügung standen, um beide Gleiterregimenter zu transportieren. Das 326. Gleiterregiment wurde deshalb kurzerhand ausgewechselt und durch Gavins Regiment ersetzt. Das 505. Fallschirmjägerregiment war durchaus gerne gesehen, da man sagte, die Soldaten seien besonders gut vorbereitet.

### Erste amerikanische Luftlandeoperation

#### Die Vorbereitung
Gavin veranlasste, dass vor dem Verschiffen nach Nordafrika der erste Fallschirmjägersprung in Regimentsgröße zu Probezwecken stattfand. Im April 1943 übermittelte Ridgway ihm die Aufgaben der Operation Husky, die Invasion Siziliens. Sein Regiment sollte das erste sein, das eine Luftlandung in Regimentsgröße machen würde, woraufhin Gavin sagte: “It is exciting and stimulating that the first regimental parachute operation in the history of our army is to be taken by the 505th.” (Deutsch: „Es ist aufregend und stimulierend, dass der erste Fallschirmabsprung in Regimentsgröße in der Geschichte der US Army vom 505. [Fallschirmjägerregiment] ausgeführt werden wird.“)
Er verließ mit der Monterey den Hafen von New York. Im Konvoi fuhren auch die 5388 Soldaten seines Verbandes nach Casablanca und von dort auf dem Landweg weiter nach Oujda.
Die britischen Kommandeure sollten den Großteil der Fallschirmjäger stellen, die Amerikaner die Flugzeuge. Generalmajor Ridgway wollte lieber, dass auch seine amerikanischen Truppen die Fallschirmjäger stellten. Ridgway, als auch der britische Fallschirmjägerkommandeur Frederick Browning wollten die Befehlsgewalt auf ihrer Seite haben. Nach Eisenhowers Entscheidung, den Amerikanern 250 und den Briten 150 Flugzeuge zur Verfügung zu stellen, fühlten sich beide Parteien benachteiligt.
Ridgway wählte für die Operation Gavins Regiment aus, das vom dritten Bataillon des 504. unterstützt werden sollte. Der Rest des 504. Fallschirmjägerregiments sollte später hinzukommen. Patton schlug vor, die Invasion nachts durchzuführen, während sich Ridgway und Gavin dagegen aussprachen, weil sie noch keine Nachtsprünge geübt hatten. Nachdem viele Fallschirmjäger bei Übungssprüngen umgekommen waren, brach Gavin die Sprünge ab, da er befürchtete, zu viele Männer zu verlieren.
Gavin schrieb am 16. Mai Folgendes: “It is clear that the effort will be a very risky and costly one.” (Deutsch: „Es ist eindeutig, dass diese Operation sehr riskant und kostspielig sein wird.“) Nachdem Gavin bei Ridgway zu bedenken gegeben hatte, dass die Flugzeuge unter dem Kommando des Mediterranean Theatre of Operations waren und deshalb Schwierigkeiten bei der Koordination entstehen könnten, machte Ridgway ihn zum Koordinator der Anfangsphase (der Operation). Als Gavin bei einem Übungssprung seinen Fallschirm nicht öffnen konnte, gelang es ihm in der förmlich letzten Sekunde, seinen Reserveschirm zu öffnen. Ridgway untersagte ihm daraufhin weitere Sprünge vor der Operation. Am 10. Juli 1943 flog Gavin mit einigen Offizieren nach Sizilien, um das Gelände in Augenschein zu nehmen. Gavin begutachtete die Absprungszonen und befand sie als in Ordnung.
Das Regiment wurde nach Kairouan in Tunesien gebracht. Ihre Aufgabe war es, nördlich und östlich von Gela zu landen, das umliegende Gebiet zu erobern und zu halten, sowie Kommunikations- und Nachschublinien der Deutschen zu durchtrennen. Sie sollten sich mit der 1. US-Infanteriedivision zusammenschließen und zusammen das Flugfeld bei Ponte Oliveto erobern. Gavin war der Befehlshaber dieser Kampfgruppe.
Auf deutscher Seite standen den Alliierten in Sizilien sechzehn Divisionen entgegen, wovon jedoch nur vierzehn einsatzbereit waren.

#### Ausführung der Operation
Da die Piloten noch nicht sonderlich viel Flugerfahrung hatten, sah man einen relativ einfachen Plan vor. Sie sollten von Kairouan geradeaus in östliche Richtung fliegen, bis sie ein starkes Lichtsignal, ausgesandt von Einheiten auf Malta, sehen würden. Das Licht war das Signal zur Richtungsänderung nach Norden, um nach Sizilien zu fliegen. Die Landung, bei der er als Erster absprang, gelang, war aber wegen hoher Windgeschwindigkeiten hart.
Er erkannte, dass sie Meilen vom vorgesehenen Absprungsort entfernt waren. Die dezimierte Truppe sammelte sich und griff in die Kämpfe ein. Sie befanden sich etwa fünf Meilen südöstlich von Vittoria.

##### Bergrücken von Biazza

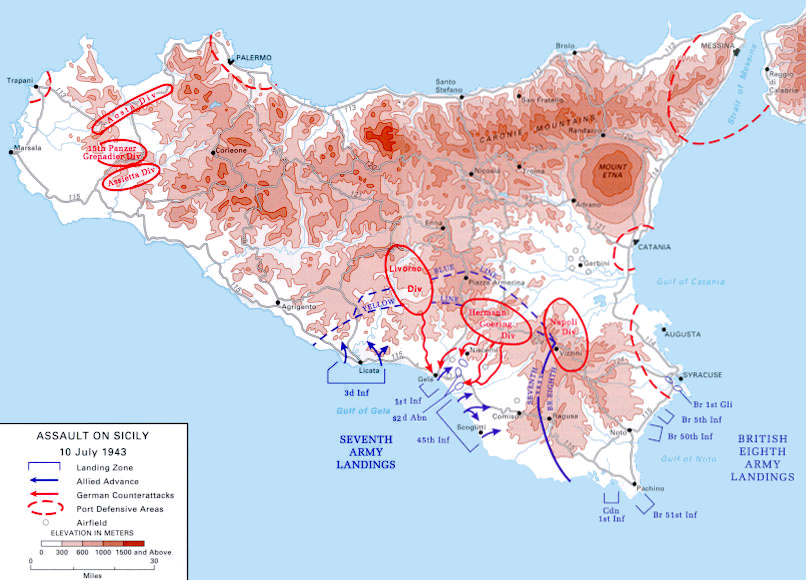
Karte der Landung auf Sizilien

In Vittoria und in Gela versammelten sich weitere Soldaten seiner Verbände und sie rückten gegen den einunddreißig Meter hohen Bergrücken von Biazza vor. Gavin befahl dem Pionierzug den Bergrücken als Schlüsselposition einzunehmen was auch gelang.
Das 3. Bataillon rückte mit einigen anderen kleinen amerikanischen Verbänden auf den Bergrücken vor. Deutsche Panzer verteidigten ihre Positionen. Die einzigen panzerbrechenden Waffen, welche die US-Truppe mit sich führte, waren Bazookas. und etwas später zwei 75-mm-Haubitzen der Fallschirmjägerartillerie. Es kam zu einem heftigen und verlustreichen Beschuss.
Kurz vor Abend erreichte ein Leutnant zur See mit einem Funkgerät Gavins Stellung und rief Artillerieunterstützung von den Schiffen zu Hilfe. Zwei Stunden später stoppte der Artilleriebeschuss und eine große Anzahl Fallschirmjäger entlasteten die bedrängte Stellung. Mit sechs Sherman-Panzer wurden die Deutschen angegriffen.

##### Weiterer Verlauf

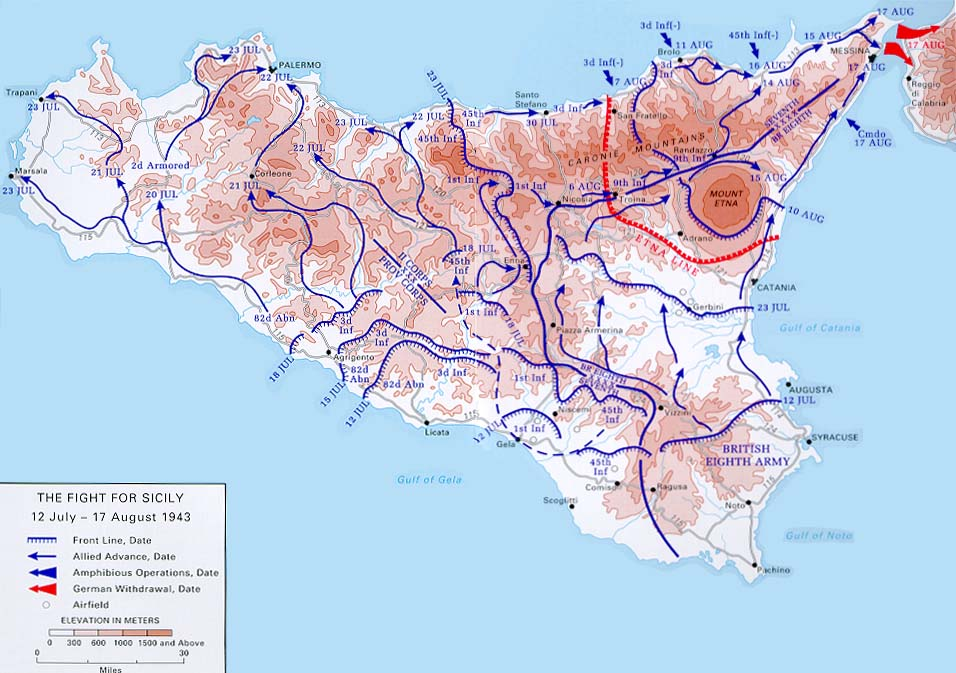
Karte des alliierten Vorstoßes auf Sizilien

Viele weit verstreuten Fallschirmjäger auf der Insel unterbrachen Telefonleitungen und überraschten kleine Gruppen von Gegnern. Die Fallschirmjäger hatten ihre Ziele – die Landung für die folgenden Truppen zu erleichtern – erfüllt.
Matthew Ridgway fuhr am 10. Juli 1943 per Boot zum Korpshauptquartier im Brückenkopf der 45. Infanteriedivision. Zu Gavin konnte kein Kontakt hergestellt werden. Ridgway befürchtete, dass das gelandete 505. Fallschirmjägerregiment vernichtet worden sei. Einen Tag später befahl Patton den Sprung der noch in Nordafrika verbliebenen Teile des 504. Regiments. Durch Eigenbeschuss wurde jedoch der Großteil des Regiments abgeschossen. Ridgway sagte daraufhin die Luftlandung des 325. Gleiterregiments ab. Als Gavin am Morgen des 12. Juli aufwachte, merkte er, dass etwas mit seinem Bein nicht in Ordnung war; er hatte eine Schnittwunde im Schienbein und wurde in einem nahe gelegenen Feldlazarett behandelt.
Gavin rückte zusammen mit der 82. Luftlandedivision und Teilen der 9. US-Infanteriedivision Richtung Palermo vor, wobei die Soldaten der 82. Luftlandedivision aufgrund von zu wenig Transportfahrzeugen 150 Meilen (etwa 241 Kilometer) zu Fuß zurücklegen mussten. Am 22. Juli erreichte das 505. Fallschirmjägerregiment den Ort Trapani. Gavin schrieb sich Folgendes auf: “The only haszards en route were the fruit and caramelos thrown by the Sicilians.” (Deutsch: „Die einzigen Risiken unterwegs waren die Früchte und die Karamellbonbons, die von den Sizilianern geworfen wurden.“) Am selben Tag kapitulierte der Kommandant der Stadt, Admiral Alberto Manfredi, mit seiner 5000 Mann starken Garnison gegenüber Ridgway.

#### Nachwirkungen
Die Operation Husky veranlasste eine neue Welle der Kritik gegen die Luftlandeidee. Die Diskussion über die Aufstellung der 82. Luftlandedivision wurde neu aufgerollt und Ridgway und Taylor sprachen sich für eine gleiterorientierte Division aus. Gavin und Tucker wiederum verfochten, die Aufstellung so zu belassen, wie sie war; Lesley McNair stand auf Ridgways und Taylors Seite, George Marshall auf Gavins und Tuckers.
Gavin stellte sich Neuerungen betreffend der Flugzeuge vor, um sie so praktisch wie möglich zu gestalten. Außerdem schlug er vor Pfadfindereinheiten zu bilden, die den Weg für den Rest des Luftlandeverbandes signalisieren und vorbereiten sollen.
Er hatte mit seinem Einsatz in Sizilien seine Männer, seine Vorgesetzten, ebenso wie die Presse für sich gewonnen.

### Krieg in Italien

#### Hintergrund und Planung

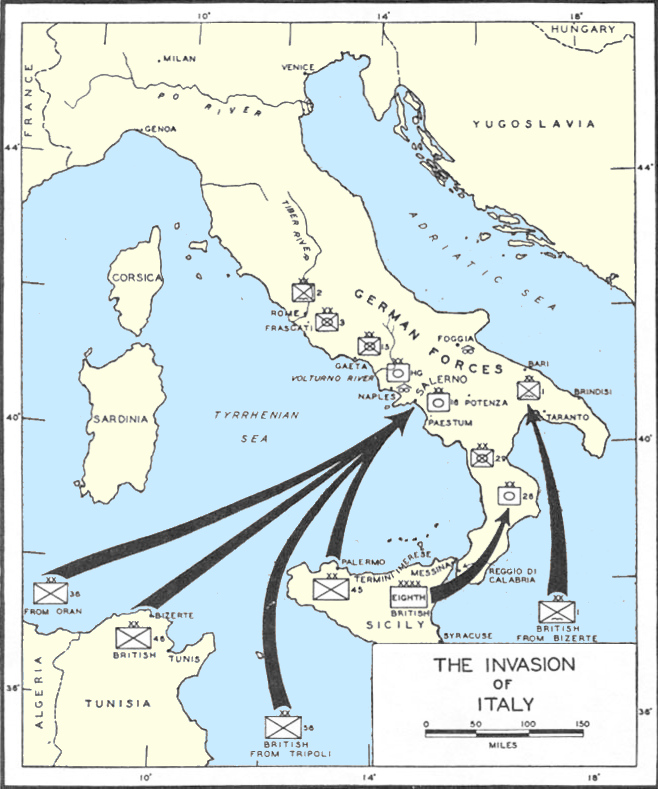
Karte der Invasion Italiens und der Operation Avalanche

Im 1943 erhielt Gavin Anweisungen zur Operation Avalanche, die vorsah, von Sizilien aus in Italien zu landen. Der Plan sah einen Angriff auf das italienische Festland im Golf von Salerno vor.
Die Aufgaben der 82. US-Luftlandedivision wurden andauernd geändert. Ridgway befürchtete angesichts der Lage ein Desaster, Gavin jedoch war optimistisch. Bei den Trainingssprüngen der Division waren die Sprünge – aufgrund der Vorbereitungen der Pfadfindereinheiten – mit einer Präzision von mehr als neunzig Prozent ausgeübt worden.
Die Division wurde eingeplant, um im Verlauf der Operation Giant II bei Rom – mit Unterstützung der Italiener, die Mussolini gestürzt hatten – abzuspringen. Ridgway und auch Taylor konnten sich mit der Idee nicht anfreunden, da sie befürchteten, die Division könne von den deutschen Einheiten vernichtet werden. Um zu sehen, wie die Lage in der italienischen Hauptstadt war, fuhr Ridgway nach Rom, wo er zu einem Treffen mit Marschall Pietro Badoglio die Lage besprechen wollte. Auf dem Weg sahen sie diverse deutsche Truppen, jedoch nur wenig enthusiastische italienische Verbände, die der 82. Luftlandedivision bei der Operation helfen sollten. Als Ridgway seine Befürchtungen und Berichte mit Eisenhower besprach, brach dieser die Operation Giant II ab. Daraufhin sollte die Division bei Capua landen.

#### Die Landung
Die Seelandungstruppen landeten an den dafür vorgesehenen Stränden und wurden größtenteils von deutschen Verbänden aufgerieben. Die Alliierten kamen nur schleppend voran und General Mark W. Clark, der Kommandeur der 5. US-Armee, forderte Teile der 82. Luftlandedivision zur Unterstützung.
Das 504. Regiment landete daraufhin am 13. September erfolgreich bei Clarks Brückenkopf und wurde kurz darauf an die Front geordert. Clark sagte darauf am 14. September den Sprung des 505. Regiments bei Capua ab und forderte stattdessen, dass es bei seinem Schwesterregiment abspränge. Die Luftlandung des Regiments verlief wie auch beim 504. erfolgreich. Die Deutschen führten keinen Angriff auf Gavins Stellung aus. Das 504. Regiment unter Tucker musste währenddessen heftige Kämpfe austragen.

#### Kämpfe im Inland
Der nächste Einsatz für die 82. Luftlandedivision war, zusammen mit mehreren anderen alliierten Einheiten, auf Neapel vorzurücken. Die 82. hatte dabei die Aufgabe, durch den Chiunzi-Pass und danach weiter Richtung Neapel durchzubrechen. Die Stärke des Angriffs der Division zwang die deutschen Verbände am Pass, sich zurückzuziehen.
Ridgway befahl ihm wenig später, auf Neapel vorzurücken. Die Division stieß ohne Widerstand vor. Die 82. Luftlandedivision bekam danach die Aufgabe, Neapel zu besetzen, während die restlichen alliierten Divisionen weiter vorrücken sollten.
Am 4. Oktober wurden Gavin und sein Regiment abkommandiert um den Vorstoß nach Volturno anzuführen und wichtige Brücken zu sichern.
Die Brücken und die Stadt Arnone wurden erobert. Gavin wurde nun zum Brigadier General (Brigadegeneral) befördert und außerdem zum stellvertretenden Divisionskommandeur.
Kurz danach erkundigte sich George Marshall bei Ridgway nach einem Offizier mit Kampferfahrung, der als Berater für Luftlandeeinsätze bei der Planung der Operation Overlord tätig sein könnte. Ridgway schlug ihm Gavin vor. Gavin schrieb darüber:
“He [Ridgway] has recommended me to go to UK as advisor on airborne matters for the coming show. It is to be a job on General Marshall’s staff. Upon arrival of the Division I am to return to it. […] I am going to work hard. […] General Ridgway was nice enough to tell me that ultimately he wants me to get the division. I am a bit young for it.”
(Deutsch: „Er [Ridgway] hat meine Versetzung nach Großbritannien als Berater für Luftlandeangelegenheiten bei der kommenden Operation empfohlen. Es wird eine Aufgabe in General Marshalls Stab sein. Bei Ankunft der Division werde ich zu ihr zurückkehren. […] Ich werde hart arbeiten. […] General Ridgway war so freundlich mir mitzuteilen, dass er unbedingt möchte, dass ich die Division übernehme. Ich bin ein wenig jung dafür.“)
Im November 1943 erreichte Gavin England, während die 82. US-Luftlandedivision Italien verließ, um nach Nordirland verschifft zu werden und sich dort auf die Invasion vorzubereiten.

### Operation Overlord

#### Vorbereitungen
Gavin lernte seinen zukünftigen Vorgesetzten, den Major-General (Generalmajor) Ray W. Barker und den britischen Lieutenant-General Frederick Browning kennen. Anfänglich wurden nur Sprünge der 101. US-Luftlandedivision in Bataillonsgröße geplant, die im für Panzer gut geeigneten Gelände hinter dem Omaha Beach abspringen sollten. Gavin, der den Plan geändert sehen wollte, ging daraufhin zu Bradley, der Befehlshaber der Landungstruppen für den Utah Beach und außerdem Luftlandeoperationen stark befürwortete. Bradley beharrte darauf, dass Luftlandetruppen für die Absicherung des Hinterlandes seines Landungsabschnittes zugeteilt würden. Der Plan wurde deshalb auf einen Sprung der 101. und der 82. Luftlandedivision ausgeweitet.
Im Dezember 1943 veröffentlichte Gavin seine Schrift Training Memorandum on the Employment of Airborne Forces. Gavin schrieb später über die Reaktion über das Memorandum: “Everyone wanted to discuss, alter, criticize, and contribute to it.” (Deutsch: „Jeder wollte über es diskutieren, es abändern, kritisieren und daran mitarbeiten.“)
Im Februar 1944 kehrte er zur 82. Luftlandedivision zurück, die nach England verlegt worden war.

#### D-Day

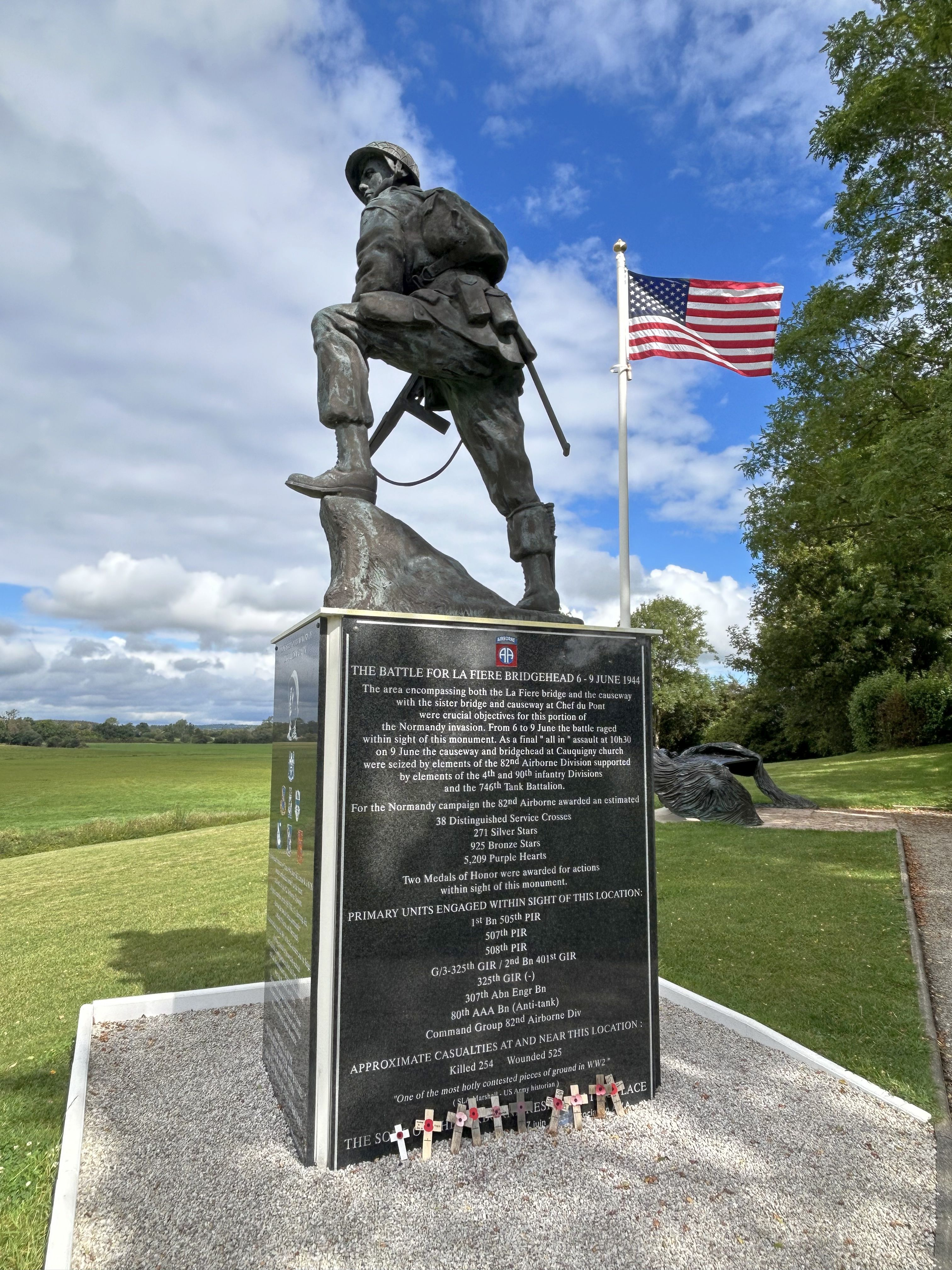
Denkmal "Iron Mike Memorial" bei der Brücke La Fière

Gavin landete in der Nacht vom 5. auf den 6. Juni 1944 am D-Day (Operation Neptune) mit einigen anderen Fallschirmjägern westlich des Flusses Merderet auf Sumpfgelände, wobei viele der Fallschirmjäger ertranken. Eine seiner Aufgaben war die Sicherung der kleinen Brücke bei La Fière. Die Einnahme der unscheinbaren Brücke war strategisch von wichtiger Bedeutung, damit deutsche Panzerverbände den Fluss nicht überqueren konnten. Das kleine Dorf La Fière wurde daraufhin der Außenposten von Sainte-Mère-Église. Zu Ehren von Gavin wurde 1997 in der Nähe der Brücke ein Denkmal ("Iron Mike Memorial") errichtet.

### Krieg in Frankreich und Deutschland

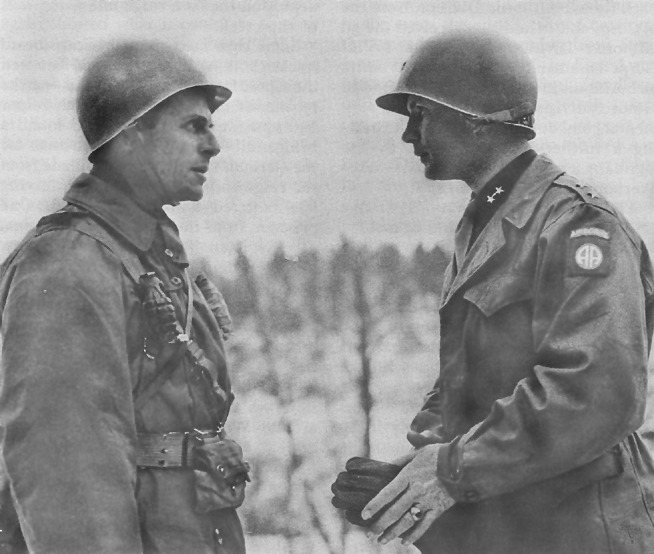
Dezember 1944: Gavin (rechts) mit Matthew B. Ridgway in den Ardennen

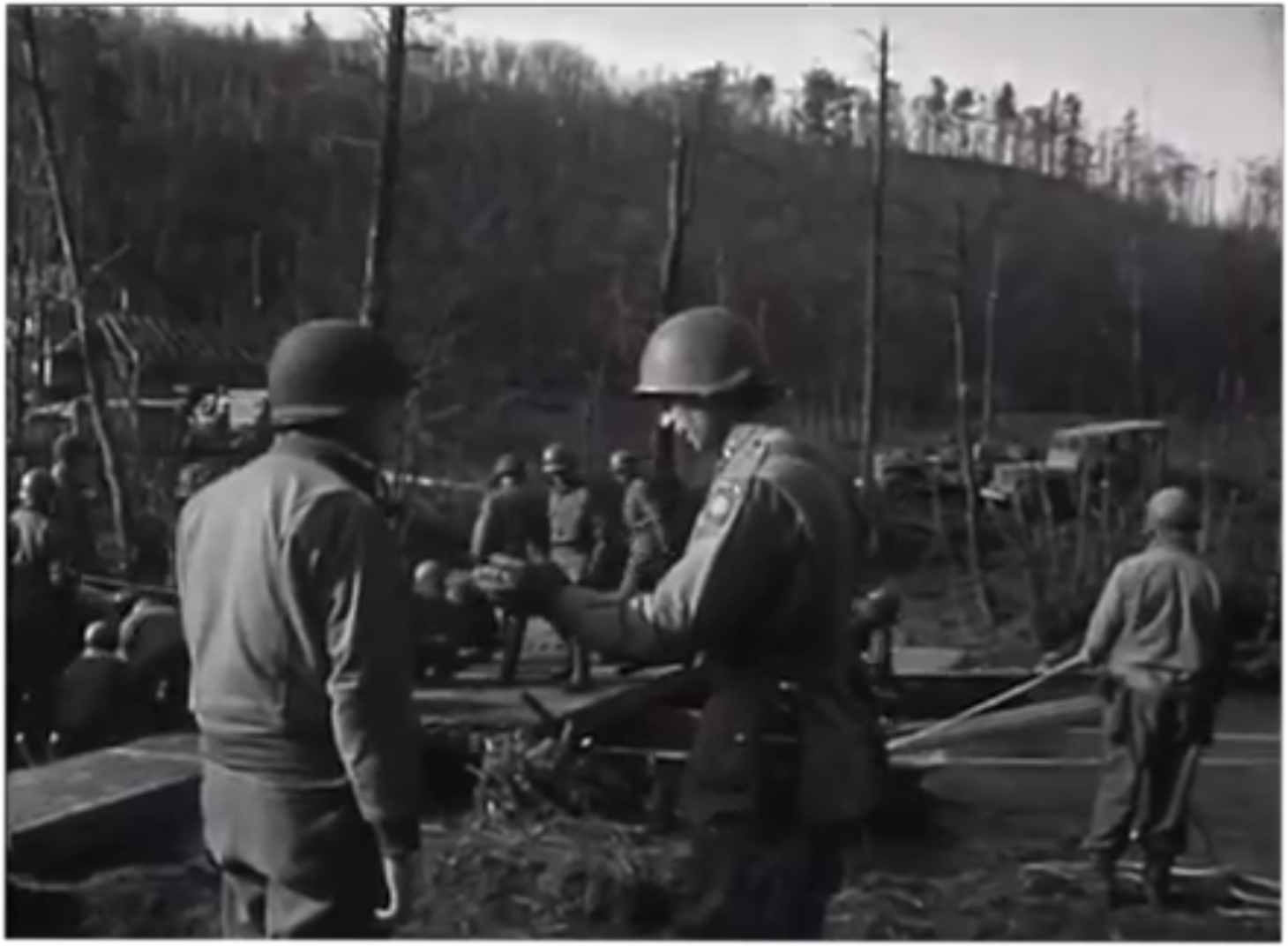
General Gavin bei Kall am Hürtgenwald, Februar 1945

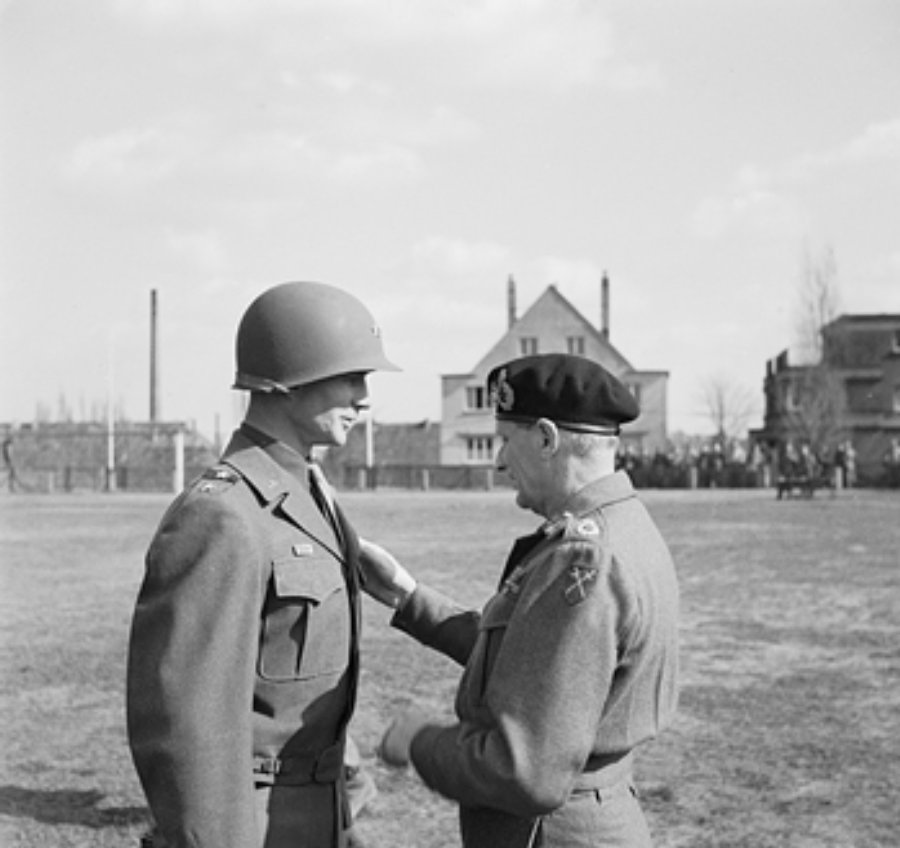
1945: Montgomery verleiht Gavin den Distinguished Service Order

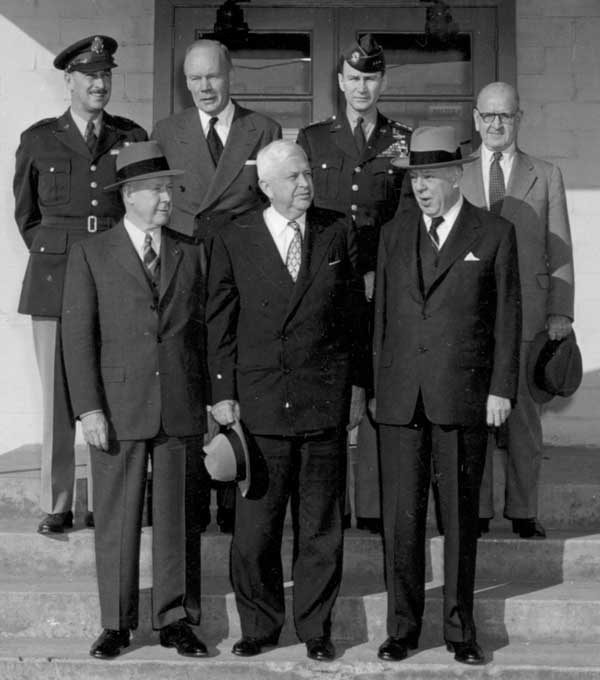
James M. Gavin (obere Reihe, zweiter von rechts) und einige andere inspizieren im Februar 1956 das Redstone Arsenal

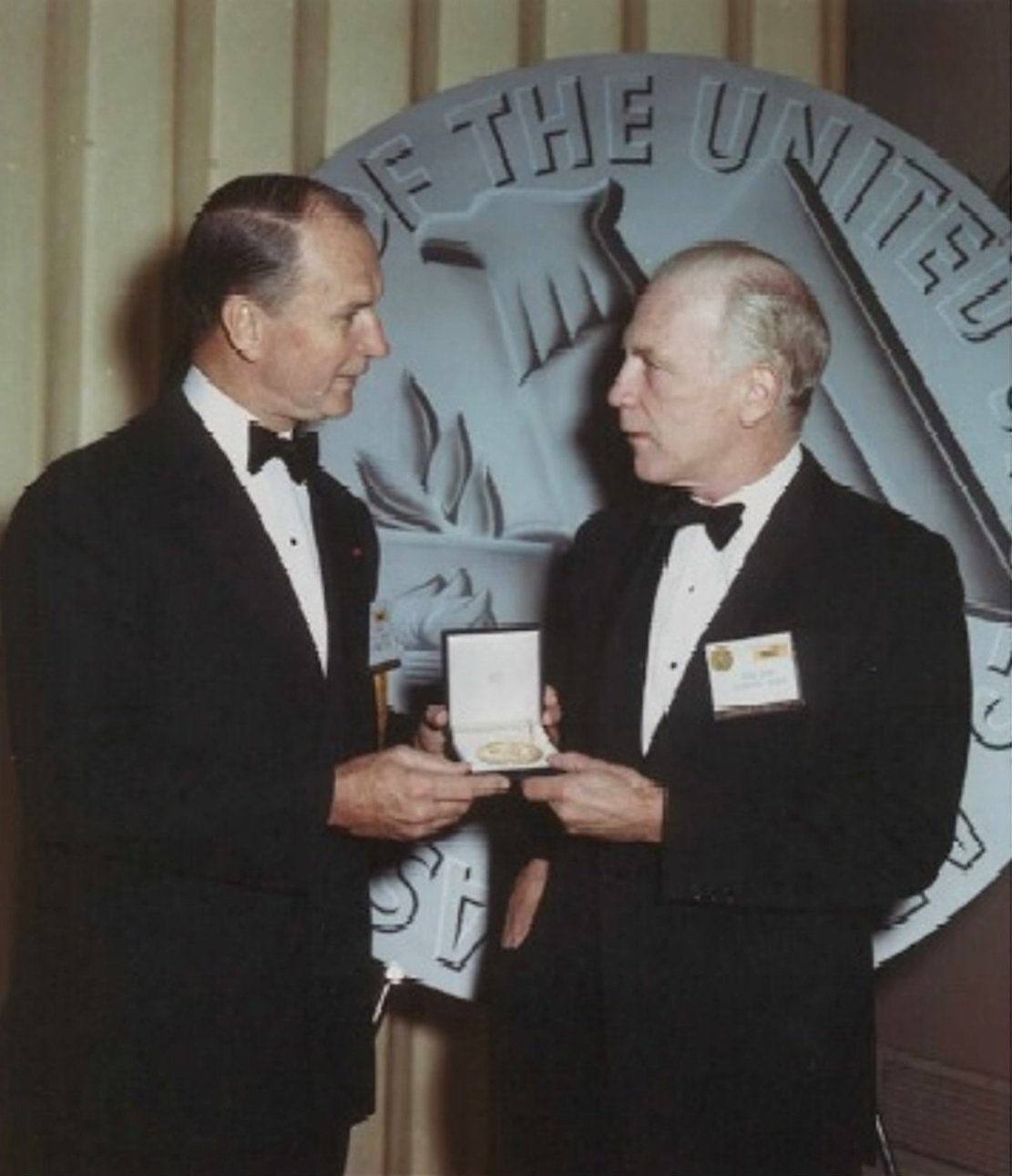
General Gavin überreicht Gordon Gray den Marshall Award

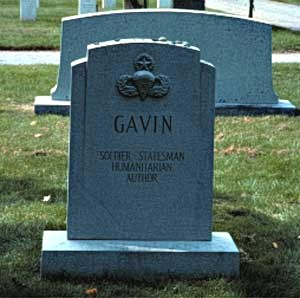
Gavins Grabstein mit der Aufschrift „Soldier · Statesman · humanitarian Author“

Er erhielt im August 1944, im Alter von 37 Jahren als jüngster Mann in dieser Position, das Kommando über die 82. US-Luftlandedivision, mit der er in den Niederlanden an der Operation Market Garden teilnahm. Hierbei landete die Division südöstlich von Nijmegen bei Groesbeek um die Brücken über die Waal, die Maas und den Maas-Waal-Kanal zu erobern. In aufreibenden Kämpfen um die Groesbeek-Höhen mit dem deutschen Generalkommando Feldt, unter General Kurt Feldt, setzen sich die Amerikaner durch und konnten den von Süden anrückenden britischen Einheiten den Weg in Richtung Arnheim freihalten.
Weitere Einsätze der 82. US-Luftlandedivision fanden bei der Abwehr der deutschen Ardennenoffensive und danach in Deutschland statt.
Im Oktober 1944 wurde Gavin zum Major General befördert. Er war bekannt dafür während des Kampfes ein Gewehr zu tragen statt einer Pistole.

### Nachkriegszeit
Nach dem Zweiten Weltkrieg war Gavin von September bis Oktober 1945 Stadtkommandant von Berlin. Danach war er Stabschef der 5. US-Armee und später der alliierten Streitkräfte in Südeuropa. Zwischen Dezember 1952 und März 1954 kommandierte er das VII Corps. 1955 wurde er zum Lieutenant General befördert.
Als Gegner eines Atomkriegs hatte er mit der amerikanischen Militärführung Unstimmigkeiten. Da er in seiner hohen Position hinter der Militärführung hätte stehen müssen, dieses aber nicht mit seinem Gewissen vereinbaren konnte, schied er 1958 überraschend aus dem Militärdienst aus.

Er wurde Vizepräsident von Arthur D. Little Inc., einem Management Consulting Unternehmen, und ab 1960 Präsident. 1959 wurde Gavin in die American Academy of Arts and Sciences gewählt. Von 1961 bis 1963 war er unter US-Präsident John F. Kennedy amerikanischer Botschafter in Frankreich. Er war ein Kritiker des Vietnamkrieges.
Gavin war verheiratet; mit seiner ersten Frau Irma Baulsir hatte er eine Tochter, Barbara Gavin Fauntleroy, und mit seiner zweiten Frau vier Töchter.
Er liegt auf dem Friedhof der Militärakademie von West Point in New York begraben.

## Ehrungen und Auszeichnungen
Ehrungen
- Rue du Général Gavin in Sainte-Mère-Église, Normandie
- Generaal Gavinstraat in Groesbeek, Niederlanden
- James Gavin Brug über den Fluss Waal bei Nijmegen
- Gavin Close seit 1999 in Braunstone, Leicestershire
- Kohlekraftwerk Gen. James M. Gavin Power Plant im Südosten Ohios, bei Pomeroy und Gallipolis
- Am 4. Juni jeden Jahres treffen sich Mitglieder der Gavin-Familie, West-Point-Mitglieder, Kriegsveteranen und andere zu Ehren Gavins bei der Gavin Memorial Ceremony.
- Ehrenbürger von Nijmegen
- Lt. General James M. Gavin Chapter ist ein Unterverband der 82nd Airborne Division Association.
- Im Film Der längste Tag von 1962 wurde Gavin vom Schauspieler Robert Ryan verkörpert.
- Im Film Die Brücke von Arnheim von 1977 spielte ihn Ryan O’Neal.

Auszeichnungen
- Distinguished Service Cross mit Eichenlaub (2 ×)
- Army Distinguished Service Medal
- Silver Star
- Purple Heart
- Großoffizier der französischen Ehrenlegion
- Distinguished Service Order, Vereinigtes Königreich
- Orden von Oranien-Nassau mit Schwertern, Niederlande
- Croix de guerre mit Palmenzweig, Frankreich

## Zitate
- “If you want a decision, go to the point of danger.” (Quellen: thinkexist.com, timelessquotes.com)
- “Our generation of generals let the Army down badly.” (Interview von Bradley Biggs, Frühjahr 1979; Quelle: leavenworth.army.mil (PDF; 762 kB))
- “Organizations created to fight the last war better are not going to win the next.” (Quelle: strategicstudiesinstitute.army.mil (PDF; 153 kB) – Seite 3)
- “Show me a man who will jump out of an airplane, and I’ll show you a man who’ll fight.” (Quelle: angelfire.com)

## Werke
- Airborne Warfare, Battery Press, Nashville (Tenn.) 1947, Reprint 1980, ISBN 0-89839-029-X.
- Cavalry…And I Don’t Mean Horses!, Harper’s Magazine, 1954.
- War and peace in the space age, Harper Brothers, New York 1958.
- Crisis Now, Random House, New York 1968.
- On to Berlin. Battles of an Airborne Commander 1943–1946, Viking Press, New York 1978, ISBN 0-553-13137-0.